# Prieuré de Glatigny
Pour les articles homonymes, voir Glatigny.
Le prieuré fontevriste de Notre-Dame de Glatigny est situé à 5 kilomètres de la commune de Chabris dans l'Indre au nord du département.
Tout savoir sur les prieurés de Fontevraud
.

## Localisation
À cinq kilomètres au sud-est de Chabris, le prieuré se trouve sur la rive droite du Fouzon, affluent du Cher, il est accessible par la route de Dun-le-Poëlier (RD 31 puis D25a)

## Historique
L’histoire du prieuré de Glatigny commence avec sa fondation vers 1120, par la première prieure d'Orsan, Agnès de Châteaumeillant, grâce à un don de Roland Le Bigne et de Foulques de Romorantin. L’ensemble monastique fontevriste Notre-Dame-de-Glatigny, qui fut important, a dû une partie de son développement initial aux comtes de Blois, aux seigneurs de Graçay, de Mehun, de Courcelles et de Rabeau.
Elle se termine par la Révolution française qui en organisa la vente comme bien national le 27 juin 1791. Transformé en ferme, il offre aujourd’hui une importante grange (ancienne église du Prieuré),.

### Religieuse du Prieuré
Françoise de La Châtre de la Maisonfort, famille de La Châtre, est religieuse au prieuré fontevriste de Glatigny. Elle est nommée abbesse de l'abbaye de Faremoutiers en 1605 à 31 ans. Elle le restera jusqu’en 1643.

## Domaine et bâtiments d’exploitation

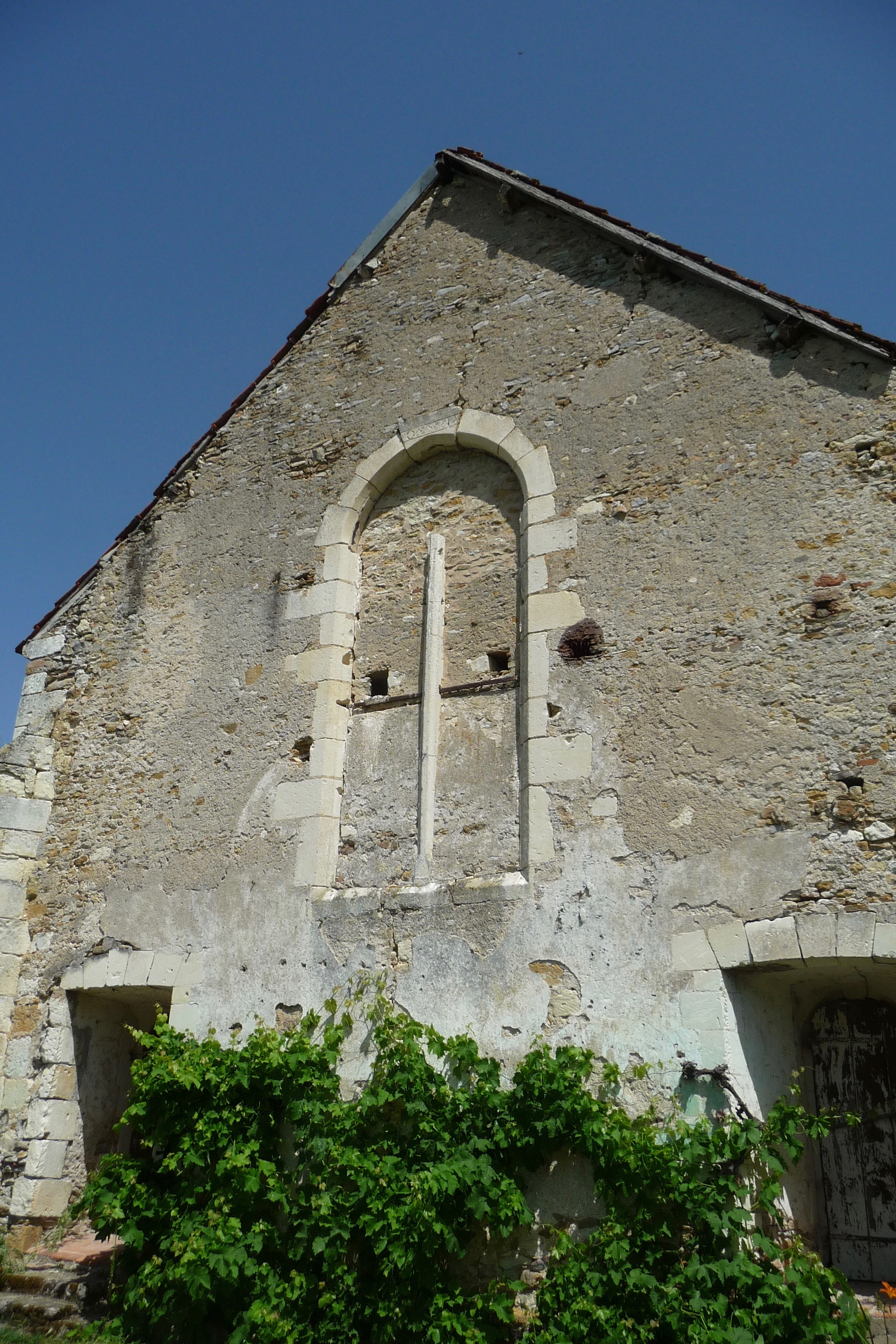
Fenêtre murée mais évocatrice.

Les terrains servant de support au nouveau prieuré fontevriste avaient été donnés au prieuré par Roland le Bigne et Foulques de Romorantin, à deux lieues de la ville de Romorantin et confirmés au XIIe siècle par Ebbes de la Vernelle.
Un élément majeur est constitué par l’ancienne église du prieuré utilisér actuellement comme grange. On peut encore y voir les restes imposants de l’ancien maître autel (XVIIIe siècle) ainsi que ceux d’un autel latéral sis sur le côte nord. Le décor de celui-ci — d’une grande originalité — donne à voir une croix se détachant sur un fond imitant parfaitement un vitrail alors que le mur contre lequel l’autel latéral est apposé est un mur plein sans aucune ouverture sur l’extérieur.
Complétant les vestiges subsistants de la grande chapelle priorale, on trouve la fenêtre axiale de la nef certes murée, comme la plupart des ouvertures du sanctuaire, mais qui du moins offre aux yeux des pèlerins d’un jour un souvenir visible de ce que fut cette chapelle. Le côté est du cloître qui figurait encore sur le cadastre napoléonien n'est plus visible aujourd'hui.
Deux bâtiments annexes sont aussi connus sous l'appellation de « logis du prieur ».